# Вита пара

Маркування жил у 25-парному кабелі

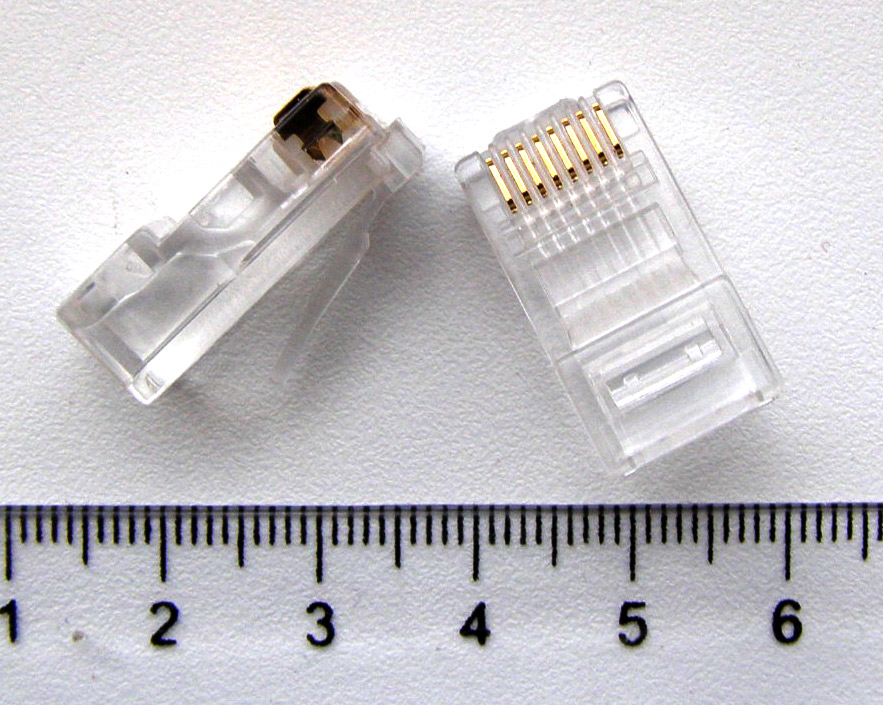
Прозорий коннектор 8P8C (RJ-45) для витої пари. Прозорий корпус забезпечує візуальний контроль якості затискання провідників

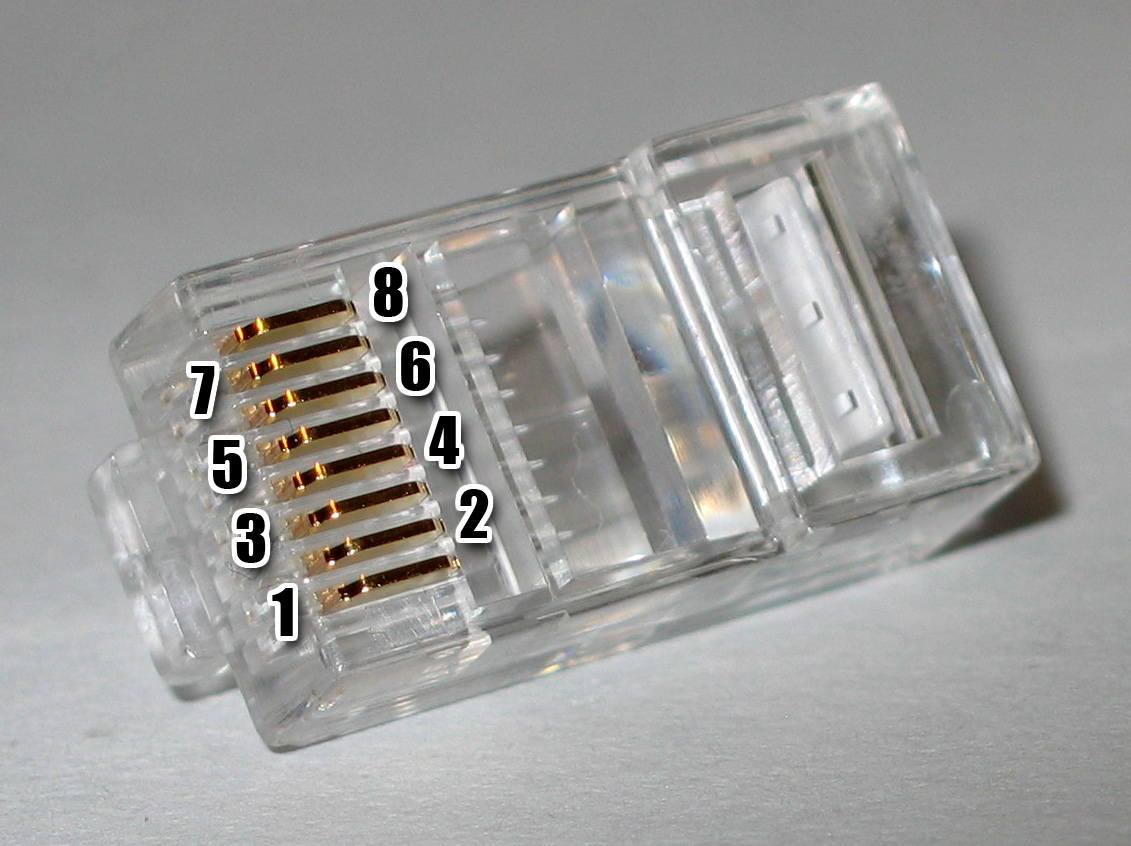
Нумерація у штекері 8P8C

Звита пара (англ. twisted pair) — вид мережевого кабелю, з однією або декількома парами ізольованих провідників, скручених між собою (з невеликою кількістю витків на одиницю довжини) для зменшення взаємних наведень при передачі сигналу і покритих пластиковою оболонкою. Використовується для побудови мереж у багатьох технологіях, наприклад, Ethernet, ARCNet і Token ring. Останнім часом, завдяки своїй дешевизні й легкості установки, є найпоширенішою для побудови локальних мереж.
Кабель приєднується до мережевих пристроїв за допомогою з'єднувача 8P8C.
Підтримує передачу даних на відстань до приблизно 100 метрів. На більших відстанях сигнал, через загасання, не розпізнається; якщо передача даних на більшу відстань все ж необхідна, потрібно скористатися повторювачем або задіяти коаксіальний кабель.

## Види кабелю
Залежно від наявності захисту — електрично заземленої мідної сітки або алюмінієвої фольги навколо скручених пар, визначають різновиди цієї технології:
- неекранована звита пара (UTP — Unshielded twisted pair)
- екранована звита пара (STP — Shielded twisted pair)
- фольгована звита пара (FTP — Foiled twisted pair)
- фольгована екранована звита пара (SFTP — Shielded Foiled twisted pair)

В деяких типах екранованого кабелю захист може використовуватися ще і навкруги кожної пари. Екранування забезпечує кращий захист від електромагнітних наведень як зовнішніх, так і внутрішніх.

## Категорії кабелю
Існує декілька категорій кабелю звита пара, які нумеруються від CAT 1 до CAT 8.2. Кабель вищої категорії зазвичай містить більше пар дротів і кожна пара має більше витків на одиницю довжини. Категорії неекранованої витої пари описуються в стандарті
EIA/TIA 568 (Американський стандарт проводки в комерційних спорудах).
- CAT 1 — телефонний кабель, всього одна пара. В США використовувався раніше, і провідники були скручені між собою. Використовується тільки для передачі голосу або даних за допомогою модему. Смуга частот 0,1-0,4 МГц.
- CAT 2 — старий тип кабелю з 2-х пар провідників, підтримував передачу даних на швидкостях до 4 Мбіт/с, використовувався в мережах token ring і ARCNet. Зараз іноді зустрічається в телефонних мережах. Смуга частот 1-4 МГц.
- CAT 3 — 2-парний кабель, використовувався для побудові локальних мереж 10BASE-T і token ring, підтримує швидкість передачі даних тільки до 10 Мбіт/с. На відміну від попередніх двох, відповідає вимогам стандарту IEEE 802.3. Також дотепер зустрічається в телефонних мережах. Смуга частот 16 МГц.
- CAT 4 — кабель складається з 4-х скручених пар, використовувався в мережах token ring, 10BASE-T, 10BASE-T4, швидкість передачі даних не перевищує 16 Мбіт/с, зараз не використовується. Смуга частот 20 МГц.
- САТ 5 — 4-парний кабель, це і є те, що зазвичай називають кабель «звита пара». Використовується при побудові локальних мереж 10BASE-T, 100BASE-TX і 1000BASE-T і для прокладки телефонних ліній, підтримує швидкість передачі даних до 100 Мбіт/с при використанні 2 пар і до 1000 Мбіт/с при використанні 4 пар. Смуга частот 100 МГц.
- CAT 5e — 4-парний кабель, вдосконалена категорія 5 (уточнені / поліпшені специфікації)[1]. Швидкість передач даних до 100 Мбіт/с при використанні 2 пар і до 1000 Мбіт/с при використанні 4 пар. Кабель категорії 5e є найпоширенішим і використовується для побудови комп'ютерних мереж. Іноді зустрічається двохпарний кабель категорії 5e. Переваги даного кабелю в нижчій собівартості і меншій товщині. Смуга частот 100 МГц.
- CAT 6 — Застосовується в мережах Fast Ethernet і Gigabit Ethernet, складається з 4 пар провідників і здатний передавати дані на швидкості до 10000 Мбіт/с. Доданий до стандарту в червні 2002 року, пропускає сигнали частотою до 200 МГц. Існує категорія CAT 6е, в якій збільшена частота сигналу, що пропускається, до 500 МГц. За даними IEEE, 70% встановлених мереж у 2004 році використовували кабель категорії CAT 6, проте, можливо, це просто данина моді, бо й кабелі CAT 5 і CAT 5e цілком справляються в мережах 10GBASE-T. Смуга частот 250 МГц.
- CAT 6a — складається з 4 пар провідників і здатний передавати дані на швидкості до 10 Гбіт/с на відстань до 100 метрів. Доданий в стандарт ISO/IEC 11801:2002 поправка 2 в лютому 2008 року. Кабель цієї категорії має або загальний екран (F/UTP), або екрани навколо кожної пари (U/FTP). Смуга частот 500 МГц.
- CAT 7 — специфікація на даний тип кабелю затверджена тільки міжнародним стандартом ISO 11801, але не ANSI/TIA-568-C. Швидкість передачі даних — до 10000 Мбіт/с, частота сигналу, що пропускається, до 600-700 Мгц. Кабель цієї категорії екранований.
- CAT 7a — міжнародний стандарт ISO 11801, швидкість передачі даних до 10 Гбіт/с. Загальний екран і екрани навколо кожної пари (F/FTP або S/FTP). Смуга частот 1000 МГц.
- CAT 8/CAT 8.1 — у розробці, технічна рекомендація ISO/IEC TR 11801-99-1 і міжнародний стандарт ISO 11801 редакція 3 (для CAT 8.1), американський стандарт ANSI/TIA-568-C.2-1 (для CAT 8). Повністю сумісний з кабелем категорії 6a. Швидкість передачі даних до 40 Гбіт/с при використанні стандартних конекторів 8P8C. Кабель цієї категорії має або загальний екран, або екрани навколо кожної пари (F/UTP або U/FTP). Смуга частот 1600-2000 МГц.
- CAT 8.2 — у розробці, міжнародний стандарт ISO 11801 редакція 3. Повністю сумісний з кабелем категорії 7a. Швидкість передачі даних до 40 Гбіт/с при використанні стандартних конекторів 8P8C або GG45/ARJ45 і TERA. Кабель цієї категорії має загальний екран і екрани навколо кожної пари (F/FTP або S/FTP). Смуга частот 1600-2000 МГц.

## Екранування

Поперечний переріз неекранованого кабелю

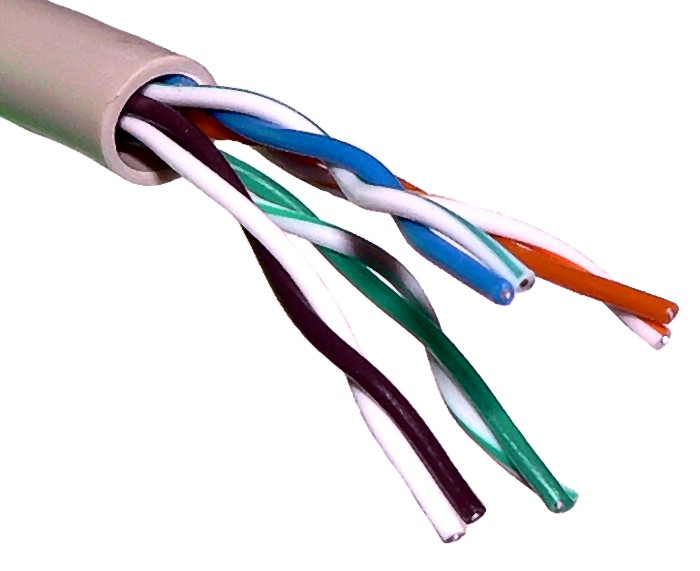
Кабель U/UTP

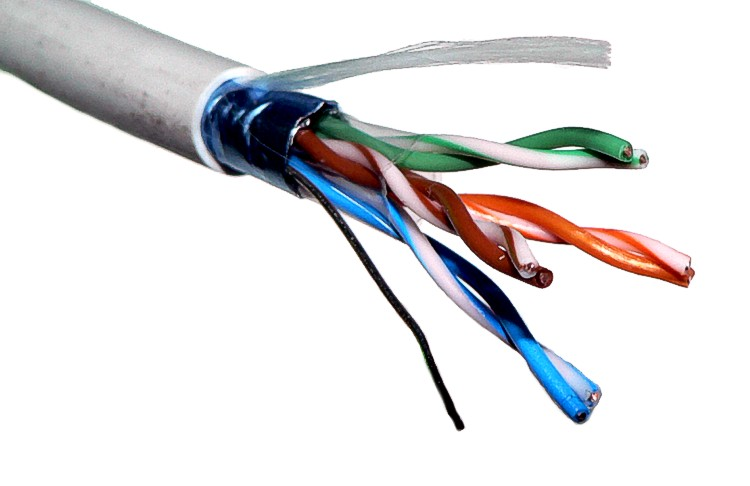
Кабель F/UTP

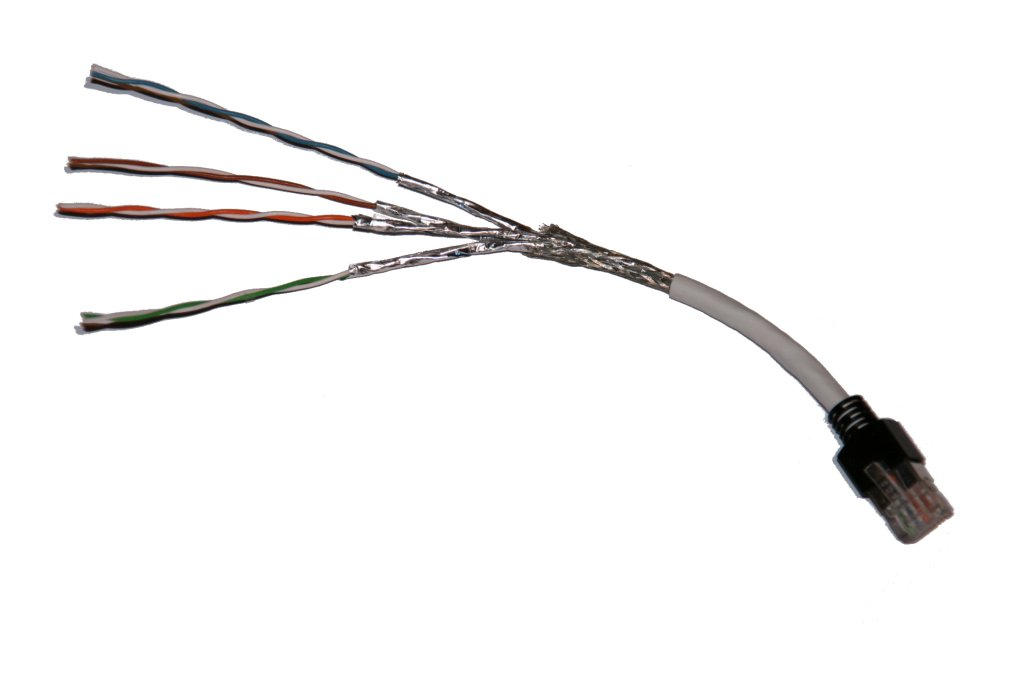
Кабель S/FTP

Для захисту від електричних завад при використанні високочастотних сигналів, в кабелях категорій 6a−8 обов'язково використовується екранування. Екранування застосовується як до окремих кручених пар, які обертаються в алюмінієву фольгу (металізовану алюмінієм поліетиленову стрічку), так і до кабелю в цілому у вигляді загального екрану з фольги та/або обплетення з мідного дроту. Екран також може бути з'єднаний з неізольованим дренажним проводом, який служить для заземлення та механічно підтримує екран в разі поділу на секції при зайвому вигині або розтягуванні кабелю.
Згідно з міжнародним стандартом ISO/IEC 11801:2002 додаток E, для позначення конструкції екранованого кабелю використовується комбінація з трьох букв: U — неекранований, S — металеве обплетення (тільки загальний екран), F — металізована стрічка (алюмінієва фольга). З цих букв формується абревіатура виду xx/xTP, що позначає тип загального екрану і тип екрану для окремих пар.
Поширені такі типи конструкції екрана:
Неекранований кабель (U/UTP) — екранування відсутнє. Категорія 6 і нижче.
Індивідуальний екран (U/FTP) — екранування фольгою кожних окремих пар. Захищає від зовнішніх перешкод і від перехресних перешкод між крученими парами.
Загальний екран (F/UTP, S/UTP, SF/UTP) — загальний екран з фольги, обплетення, або фольги з обплетенням. Захищає від зовнішніх електромагнітних перешкод.
Індивідуальний і загальний екран (F/FTP, S/FTP, SF/FTP) — індивідуальні екрани з фольги для кожної кручений пари, плюс загальний екран з фольги, обплетення, або фольги з обплетенням. Захищає від зовнішніх перешкод і від перехресних перешкод між крученими парами.
Екрановані кабелі категорій 5e, 6/6a та 8/8.1 найчастіше використовують конструкцію F/UTP (загальний екран з фольги), тоді як екрановані кабелі категорій 7/7a і 8.2 використовують конструкцію S/FTP (із загальним металевим обплетенням і фольгою для кожної пари).
| Загальноприйнята назва    | Позначення по ISO/IEC 11801 | Загальний екран      | Екран для пар | Зображення |
| ------------------------- | --------------------------- | -------------------- | ------------- | ---------- |
| UTP, TP                   | U/UTP                       | ні                   | ні            |            |
| FTP, STP, ScTP            | F/UTP                       | фольга               | ні            |            |
| STP, ScTP                 | S/UTP                       | обплетення           | ні            |            |
| SFTP, S-FTP, STP          | SF/UTP                      | обплетення та фольга | ні            |            |
| STP, ScTP, PiMF           | U/FTP                       | ні                   | фольга        |            |
| FFTP, STP                 | F/FTP                       | фольга               | фольга        |            |
| SSTP, SFTP, STP, STP PiMF | S/FTP                       | обплетення           | фольга        |            |
| SSTP, SFTP, STP           | SF/FTP                      | обплетення та фольга | фольга        |            |

Літерний код перед зворотньою рискою позначає тип загального екрану для всього кабелю, код після риски позначає тип індивідуального захисту, для кожної крученої пари:
U — unshielded, без екрану;
F — foil, фольга;
S — braided screening, обплетення з дроту (тільки зовнішній екран);
TP — twisted pair, звита пара;
TQ — індивідуальний екран для двох кручених пар (на 4 проводи).

## Застосування
Звита пара широко застосовується в мережевих технологіях і комунікаціях; кабелем категорії 6 замінюють коаксіальний кабель. Незважаючи на велику захищеність екранованої витої пари, вона не набула широкого поширення через складність в установці — необхідне заземлення, і кабель, порівняно з неекранованою звитою парою, жорсткіший.

## Схема обтискання кабелю CAT5
Для того, щоб комп'ютерна мережа працювала правильно, прокладаючи кабель, необхідно з'єднати відповідні контакти на роз'ємах 8P8C (який помилково ще називають RJ-45) у певному порядку і з одного, і з іншого кінця. Цю послідовність позначають кольорами проводів; при достатньому знанні можна скласти послідовність на власний розсуд, проте це може стати джерелом плутанини у великих мережах. Тому при прокладанні витої пари користуються двома стандартними схемами обтискання проводів на роз'єми:
- прямий порядок обтискання — для з'єднання мережевої карти з комутатором або концентратором;
- перехрещений (кросований) з інвертованою розводкою контактів роз'ємів. Застосовується для з'єднання двох комп'ютерів і для з'єднання деяких старих моделей концентраторів та комутаторів.

### Прямий кабель (straight through cable)
Існує два стандартних варіанти обтискання прямого кабелю:
Варіант за стандартом EIA/TIA-568A (часто позначають просто 568A)
|  |  |

Варіант за стандартом EIA/TIA-568B — застосовується найчастіше
|  |  |  |

### Перехресний кабель (crossover cable)
Використовується для з'єднання однотипного обладнання (наприклад, комп'ютер-комп'ютер).
Схема обтискання для 100 МБіт/с
|  |  |

## Консольний кабель
Один кінець цього кабелю обжатий по зворотній схемі щодо іншого, як якщо б ви перевернули його і подивилися б на нього з іншого боку. Використовується для з'єднання комп'ютера і маршрутизатора.
Загальні положення
Пара 1-2 (TDP-TDN) використовується для передачі від порту MDI до порту MDI-X, пара 3-6 (RDP-RDN) використовується для прийому портом MDI від порту MDI-X. Ці пари потрібні завжди. Пари 4-5 і 7-8 застосовуються залежно від потреби (наприклад, при використанні кабелю категорії 3 в специфікації 100Base-T4) і зазвичай двонаправлені.
Використання кабелю, обжатого не по стандарту, може призвести (залежно від довжини кабелю) до того, що кабель не буде працювати зовсім або буде дуже великий відсоток втрат переданих пакетів.
Для перевірки правильності обтиску кабелю, крім візуального контролю, використовують спеціальні пристрої — кабельні тестери. Такий пристрій складається з передавача і приймача. Передавач по черзі подає сигнал на кожну з восьми жил кабелю, дублюючи цю передачу запалюванням одного з восьми світлодіодів, а на приймачі, який приєднаний до іншого кінця лінії, відповідно загоряється один з восьми світлодіодів. Якщо на передачі і на прийомі світлодіоди загоряються поспіль, значить, кабель обжатий без помилки. Дорожчі моделі кабельних тестерів можуть мати вбудований переговорний пристрій, індикатор обриву із зазначенням відстані до обриву і ін.
Зазначена вище схема обтиску підходить як для 100-мегабітного з'єднання, так і для гігабітного. При використанні 100-мегабітного з'єднання використовуються тільки дві з чотирьох пар, а саме помаранчева (1-2 TDP-TDN) і зелена (3-6 RDP-RDN) пари. Синя і коричнева пари можуть залишитися незадіяними, або можуть бути використані для передачі живлення в деяких варіантах PoE. Для забезпечення гігабітного з'єднання використовуються всі чотири пари провідників стандартного кабелю.
Також існують обмеження на вибір схеми перехресного з'єднання пар, що накладаються стандартом Power over Ethernet (PoE). При прямому сполученні пар в кабелі («один до одного»), цей стандарт буде працювати автоматично.

## Монтаж
При монтажі кабелю звита пара слід дотримуватись мінімально припустимого радіусу вигину (8 зовнішніх діаметрів кабелю, величина може бути різною). Зменшення радіусу вигину кабелю може призвести до збільшення зовнішніх наведень на сигнал або призвести до руйнування оболонки кабелю.
При монтажі екранованої крученої пари необхідно стежити за цілісністю екрану по всій довжині кабелю. Розтягнення або вигин кабелю призводить до руйнування екрану, що веде до зниження стійкості до перешкод (електромагнітним?). Дренажний провід повинен бути з'єднаний з екраном роз'єму.